# ひよひよ
ひよひよ（1976年10月3日 - ）は、漫画家、同人作家。男性。大阪府出身・在住。血液型はA型。独特の画風と、SF＆ラブラブ＆関西系ギャグのストーリーで人気が高い。アダルトゲームのキャラクターデザイナーも手掛ける他、成人向けOVAの原作、イラストレーターも手掛けている。

## 人物
- エビ（エビフライ）ときのこと犬が好き（自身の公式サイトより）。
- 成人向け漫画の単行本タイトルに見られるようにビートルズファンであるとみられ、他にもビートルズゆかりのミュージシャンの作品タイトルを引用する面から音楽好きであるとみられる。
- 以前は友人の同人作家と共に同人サークル『関西ケモノ連合』を、アシスタントらと共に同人ゲームサークル『アウトキャスト』を結成、活動していたが現在はどちらも休止中。
- 現在は同人サークル『かしわ屋』『わがし屋』同人ゲームサークル『鉄拳ねこグルメ』にて活動。

## 作風
イラストは非常にキャッチーで、『漫画ばんがいち』（コアマガジン）の表紙絵を2001年9月号から2012年3月号までの長期に渡って（毎号ではないが）担当している。こうした実績から、一枚画に賭けるイラストレーターとしての才能が高く評価されている。
『くるりくる!』（ワニブックス）や『漫画ばんがいち』表紙絵のようなポップで健康的な美少女を描く作家として知られるが、2006年に表紙絵を担当していた『月刊メガプラス』（現在は廃刊、コアマガジン）のように、媒体の性格に合わせて淫靡な絵を描くこともある。
成人向け漫画においては、妹・お姫様・巫女・制服モノ等萌え属性のある作風で知られる。
新声社、ブロッコリー、角川書店などの版権キャラクターの2次的デザイナーとしても人気が高い。

## 経歴
- 1998年、商業誌デビューする[4]。
- 2000年、茜新社から刊行された『RUN AFTER YOU』が初の単行本となる。
- 2001年、茜新社・コアマガジン・桜桃書房からの単行本3冊同時出版で注目される。
- 2002年 - 2003年に『月刊少年エース』で連載された『キディ・グレイド リバース』を機に一般向け漫画作品を発表。
- 2003年 - 2005年に『月刊少年エース』で連載された『TRIGRAM8』が一般向け漫画作品では自身初のオリジナル作品である。
- 2007年、メディアワークス創刊誌『電撃黒「マ）王』にて『たま日和』連載開始。

## 作品リスト

### 一般向け漫画
- 『キディ・グレイド リバース』 （2003年2月26日発売[5]、角川書店『月刊少年エース』2002年 - 2003年連載、全1巻、ISBN 4-04-713536-4）
- 『くるりくる!』 （ワニブックス『コミックガム』2001年 - 2005年連載、〈ガムコミックス〉、全4巻）
  1. 2002年8月発売、ISBN 4-8470-3405-8[6]
  2. 2003年9月発売、ISBN 4-8470-3455-4[7]
  3. 2004年9月発売、ISBN 4-8470-3480-5[8]
  4. 2005年4月発売、ISBN 4-8470-3499-6[9]
- 『TRIGRAM8』 （角川書店『月刊少年エース』2003年 - 2005年連載、〈角川コミックス・エース〉、全3巻）
  1. 2004年5月27日発売[10]、ISBN 4-04-713628-X
  2. 2005年2月24日発売[11]、ISBN 4-04-713703-0
  3. 2005年11月24日発売[12]、ISBN 4-04-713757-X
- 『たま日和』 （メディアワークス『電撃黒「マ）王』2007年 - 2010年連載、〈電撃コミックス〉、全2巻）
  1. 2009年4月27日発売[13]、ISBN 978-4-04-867708-0
  2. 2010年8月27日発売[14]、ISBN 978-4-04-868804-8
- 『忍弾』 （メディアワークス『電撃マ王』2011年 - 2012年連載、〈電撃コミックス〉、全2巻）
  1. 2012年2月27日発売[15]、ISBN 978-4-04-886296-7
  2. 2013年1月26日発売[16]、ISBN 978-4-04-891284-6
- 『SUCKってハニー』 （秋田書店『ヤングチャンピオン』2013年 No.17掲載、全1話、電子単行本『ハメ妹』に収録）
- 『空母のお母さん』（『-艦これ-電撃コミックアンソロジー佐世保鎮守府編』(2)2014年（ISBN 9784048663427)に収録の一篇）
- 『ウォンバット』（『リトルアーモリー電撃コミックアンソロジー』2017年（ISBN 9784048926836）に収録の一篇）
- 『常勝魔王のやりなおし 〜俺はまだ一割も本気を出していないんだが〜』（秋田書店『どこでもヤングチャンピオン』2021年 - 2024年連載、〈ヤングチャンピオンコミックス〉、全3巻）
  1. 2022年8月19日発売、ISBN 9784253308410
  2. 2023年7月20日発売、ISBN 9784253308427
  3. 2024年7月25日発売、ISBN 978-4253308434

### 成人向け漫画
1. 『RUN AFTER YOU』 2000年12月発売、茜新社〈TENMA COMICS〉、ISBN 4-87182-428-4
2. 『精一杯の微笑み』  2001年6月発売、青磁ビブロス〈カラフルコミックス〉、ISBN 4-8352-1208-8
3. 『Free As A Bird』  2001年12月19日発売[17]、コアマガジン〈ホットミルクコミックシリーズ137〉、ISBN 4-87734-503-5
4. 『I Saw Her Standing There』 2001年12月発売、茜新社〈TENMA COMICS〉、ISBN 4-87182-481-0
5. 『Real Love』  2001年12月、桜桃書房〈EXコミックス〉、ISBN 4-7567-2698-4
6. 『STARTING OVER』 2002年12月25日発売[17]、コアマガジン〈ホットミルクコミックシリーズ153〉、ISBN 4-87734-601-5

### 成人向けOVA
- 『Tower of Etruria タワーオブエトルリア』 （milky）
  - Vol.1 〜妖艶の魔術師〜（2003年6月25日発売）
  - Vol.2 〜性欲に溺れた妖精〜（2004年5月25日発売）

### ゲーム原画
- 『PureMind』 （1999年10月29日発売[18]、戯画）
- 『メタモルフォーゼ〜Fifth Entrance of ForSeason〜』 （2000年2月20日発売[18]、戯画）
- 『ぱにっく!!けろけろ王国』 （2002年9月20日発売[19]、ぱじゃまソフト）

### 小説挿絵
- 『くるりくる! 〜でする来襲〜』 （2001年9月21日発売[20]、花田十輝著、集英社〈スーパーダッシュ文庫〉、ISBN 4-08-630051-6）
- 『あいどるな教え子 - 恋する夏期講習』 （2004年7月15日発売[21]、内藤みか著、フランス書院〈美少女文庫〉、ISBN 4-8296-5731-6）
- 『看護しちゃうぞ 見習いナースは同級生』 （2005年10月18日発売[22]、河里一伸著、フランス書院〈美少女文庫〉、ISBN 4-8296-5764-2）
- 『晴れときどき天使 ぼくのお姉さま』 （2005年2月17日発売[23]、森野一角著、フランス書院〈美少女文庫〉、ISBN 4-8296-5743-X）
- 『聖ルシフェル学院 お嬢様裁判』 （2005年12月16日発売[24]、北都凛著、フランス書院〈美少女文庫〉、ISBN 4-8296-5767-7）
- 『学園ぜ〜んぶ独り占め!』 （2009年3月17日発売[25]、上原りょう著、フランス書院〈美少女文庫えすかれ〉、ISBN 978-4-8296-5878-9）
- 『乙女の園を独り占め!』 （2010年2月17日発売[26]、上原りょう著、フランス書院〈美少女文庫〉、ISBN 978-4-8296-5915-1）

### カードイラスト
- カードダス・マスターズ 機動戦艦ナデシコV（1999年、バンダイ）
- Cross Over The F&C TCG（2000年、F&C）
- アニムンサクシス TCG 第2弾「聖歴0795 第一章 幻星大戦（イルズィオン・クリーク）」（2001年 、アニムンサクシス）
- モンスターメーカーリザレクションTCG（2001年、エポック社・アークライト社）
- Lycee ALICESOFT 3.0（2006年、ブロッコリー）

### その他
- コミケ62テレカ&下敷setイラスト（2002年、メロンブックス）
- カレンダーイラスト（2003年、メロンブックス）
- 『棺姫のチャイカ』 BD/DVD2期4巻購入特典イラストシート（2015年、とらのあな）
- 『蒼き鋼のアルペジオ -アルス・ノヴァ-』 第9話再々放送エンドカード（2015年、BS11）

## 関連人物

### 交流のある漫画家
- 吉崎観音
- 三田和夫
- みずきえいむ

### アシスタント
- 佐伯淳一